# Vielleségure
Vielleségure – miejscowość i gmina we Francji, w regionie Nowa Akwitania, w departamencie Pireneje Atlantyckie.
Według danych na rok 1990 gminę zamieszkiwały 352 osoby, a gęstość zaludnienia wynosiła 25 osób/km² (wśród 2290 gmin Akwitanii Vielleségure plasuje się na 833. miejscu pod względem liczby ludności, natomiast pod względem powierzchni na miejscu 812.).